# Jin Yong
Jīn Yōng 金庸  (ca : Gàm Yùhng), pseudonyme de Zhā Liángyōng 查良鏞 (ca : Chàh Lèuhng-yùhng)  ou Louis Cha, né le 10 mars 1924 à Haining et mort le 30 octobre 2018 à Hong Kong, est un auteur chinois de romans de cape et d'épée à grand succès dont plusieurs ont été adaptés en films ou séries télévisées.
Il est également le cofondateur du journal Ming Pao de Hong Kong (1959), dont il fut rédacteur en chef jusqu’en 1993. Il a écrit sur l’histoire chinoise, qui constitue la toile de fond de ses romans et qu’il interprète avec une certaine liberté. Comme pour Alexandre Dumas et Trois Royaumes, il n’est pas rare que les lecteurs adoptent sa version comme réalité historique.
Son nom a été donné à l’astéroïde 10930 (1998 CR2).

## Biographie
Jin Yong naît le 10 mars 1924 dans le district de Haining, Zhejiang, en Chine, dans une famille de lettrés (père jinshi, lauréat des examens impériaux). Il est le second de 7 enfants. Il commence ses études au premier lycée de Jiaxing, dont il est renvoyé pour avoir écrit un texte se moquant du directeur politique (représentant, à l’époque, le Kuomintang). Il finit ses études secondaires au lycée de Quzhou, puis entre à la faculté des langues étrangères de l’Université Centrale, sise à Chongqing. Mais il change d’orientation et part étudier le droit international à l’université de Soochow à Suzhou, dans l’espoir de devenir diplomate.
En 1947, il entre comme journaliste au journal Ta Kung Pao de Shanghai, avant d’être envoyé l’année suivante à Hong Kong qui devient sa résidence définitive. Chargé de la mise en page et de la correction, il est envoyé ensuite au Hsin Wan Pao comme rédacteur adjoint. Il y rencontre Chen Wentong qui vient d’écrire en 1953 son premier roman de cape et d’épée sous le pseudonyme de Liang Yusheng (梁羽生). Sous son influence, il se met à écrire. Sa première œuvre est un feuilleton, Le livre et l’épée, qui parait à partir de 1955. En 1957, tout en poursuivant l’écriture, il abandonne un moment le journalisme pour devenir scénariste aux studios Great Wall Movie Enterprises Ltd et Phoenix Film Company.
En 1959, il fonde avec son ancien camarade de lycée Shen Pao-sing (沈寶新) le journal Ming Pao. Il y devient rédacteur en chef, pour plus de 30 ans, et y publie ses œuvres en feuilleton, ainsi que des éditoriaux. Il est très productif. Il rédige son dernier roman en 1972, puis se consacre à la correction et à l’édition. La première édition complète de ses œuvres parait en 1979. Elles connaissent déjà un grand succès dans l’ensemble du monde chinois, bien que censurées à Taïwan aussi bien qu’en Chine populaire, les censeurs croyant y discerner, soit une critique de Mao Zedong, soit un soutien au communisme. Elles inspirent des films et des séries télévisées, puis des jeux vidéo des années 90.
À la fin des années 70, Louis Cha entre dans le comité d’élaboration de la loi fondamentale de Hong Kong, mais démissionne en 1989 en protestation contre le massacre de Tiananmen. Il entre néanmoins au Comité de supervision du retour à la Chine établi en 1996
En 1993, il vend ses parts du Ming Pao et prend sa retraite. Sa fortune est estimée à 600 millions de HK$. Il s’est marié trois fois et a connu deux divorces ; il est père de deux fils (l’aîné est décédé) et deux filles.

## Distinctions

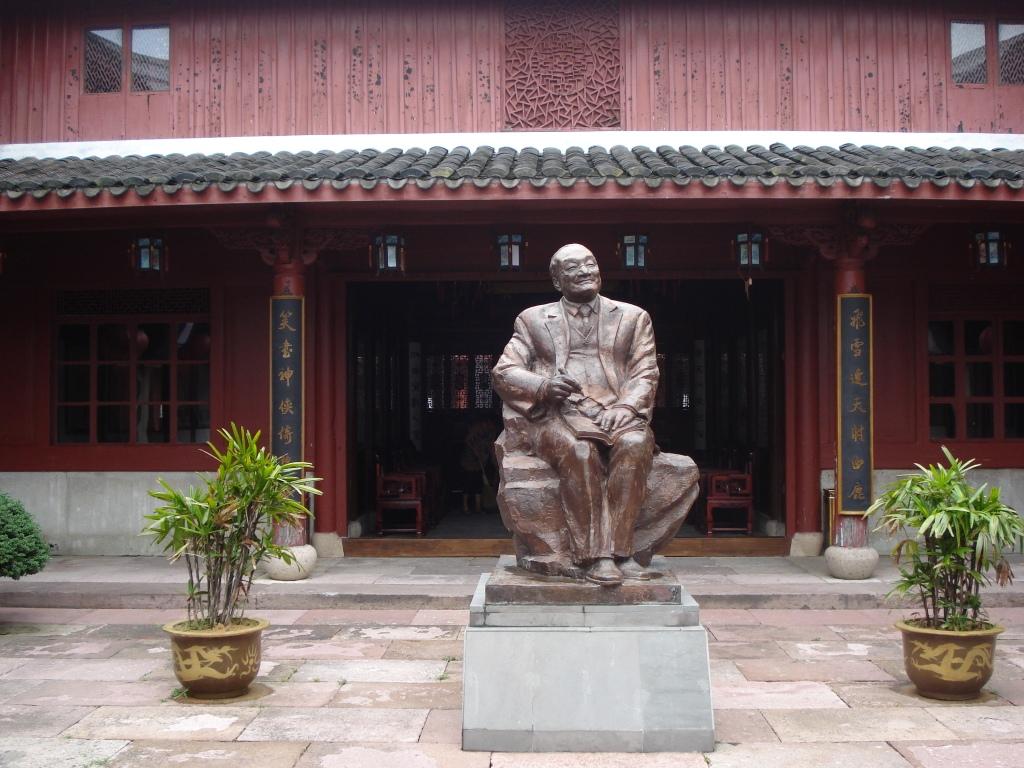
Statue de Jin Yong sur l'Île Taohua.

Louis Cha a été fait officier de l'ordre de l’Empire britannique en 1981, chevalier de la Légion d'honneur en 1992 et commandeur de l'ordre des Arts et des Lettres en 2004.
Il est professeur honoraire des universités de Pékin, Zhejiang, Nankai, Soochow, Huaqiao, Tsing Hua, Hong Kong (département de littérature chinoise), Colombie-Britannique et Sichuan. Il est également docteur honoris causa de l’université de Hong Kong (département des Sciences sociales), de l’université polytechnique de Hong Kong, de l’université ouverte de Hong Kong, de l’université de Colombie-Britannique, de l’université Sōka et de l’université de Cambridge. Il est membre honoraire du St Antony's College d’Oxford, du Robinson College de Cambridge et Wynflete Fellow du Magdalen College d’Oxford.
Désireux néanmoins d’obtenir un authentique doctorat, il s’est inscrit au St John's College, à Cambridge, où il préparait en 2007 un doctorat d’histoire chinoise.
L'astéroïde (10930) Jinyong est nommé en son nom.

## Œuvre

### Romans
Ses 14 romans et une nouvelle (L’Épée de la fille de Yue) ont été écrits entre 1955 et 1972. Plus de 30 millions d’exemplaires au total s’en sont vendus (plus de 100 millions si l’on compte les éditions piratées ou de contrebande). Il existe des traductions en coréen, japonais, anglais, français, vietnamien, indonésien, birman et thaï.
1. Le Livre et l’Épée - T : 書劍恩仇錄 S : 书剑恩仇录 (première publication dans le Sin Wan Pao en 1955)
2. L’Épée tachée de sang royal - T: 碧血劍 S : 碧血剑 (première publication dans le Hong Kong Commercial Daily en 1956)
3. La Légende du héros chasseur d’aigles - T: 射鵰英雄傳 S: 射雕英雄传 (première publication dans le Hong Kong Commercial Daily en 1957)
4. Le Renard de la montagne des neiges - T: 雪山飛狐 S: 雪山飞狐 (premier épisode dans le premier numéro du Ming Pao en 1959)
5. Le Justicier et l'Aigle mythique - T: 神鵰俠侶 S : 神雕侠侣 (1959)
6. Autres aventures du renard - T: 飛狐外傳 S : 飞狐外传 (1960)
7. Vers l’Ouest sur un cheval blanc T: 白馬嘯西風 S: 白马啸西风 (première publication dans le Ming Pao en 1961)
8. La Danse de l’épée T: 鴛鴦刀 S : 鸳鸯刀 (première publication dans le Ming Pao en 1961)
9. L'Épée céleste et le Sabre du dragon - T: 倚天屠龍記 S: 倚天屠龙记 (première publication dans le Ming Pao en 1961)
10. Le Secret fatal - T: 連城訣 S : 连城诀 (première publication dans le Southeast Asia Weekly en 1963)
11. Demi-dieux et semi-démons - T: 天龍八部 S : 天龙八部 (1963)
12. La Ballade des paladins - T: 俠客行 S: 侠客行(1965)
13. Le Vagabond au sourire fier - 笑傲江湖 (première publication dans le Ming Pao en 1967)
14. Le Cerf et le Tripode - T: 鹿鼎記 S: 鹿鼎记 (1969-1972)

### Nouvelle
1. L’Épée de la fille de Yue - T: 越女劍 S: 越女剑 (1970)

## Analyse de l'œuvre

### Trilogie et temporalité
La Légende du héros chasseur d’aigles, Le Justicier et l'aigle mythique et L’Épée céleste et le sabre du dragon forment une trilogie à laquelle Demi-dieux et semi-démons est liée à un certain degré. Des personnages présents dans Le Livre et l’épée réapparaissent dans Le Renard de la montagne des neiges et Nouvelles Aventures du renard.
L’action de L’Épée de la fille de Yue se situe au VIe siècle av. J.-C. à la limite des Printemps et des Automnes et des Royaumes combattants. Demi-dieux et semi-démons, La Légende du héros chasseur d’aigles, Le Justicier et l'aigle mythique et L’Épée céleste et le sabre du dragon constituent une sorte de saga centrée sur la dynastie Yuan, qui démarre avec le premier livre au XIe siècle sous les Song du Nord et progresse de siècle en siècle jusqu’au XIVe siècle à l’époque où la dynastie Ming s’apprête à prendre le pouvoir. Le Redresseur de torts se passe au XVIe siècle, L’Épée tachée de sang royal et Le Cerf et le tripode au XVIIe siècle, Le Livre et l’épée et les deux Renards au XVIIIe siècle, Le Secret fatal au XIXe siècle. Le Vagabond au sourire fier n’indique pas de mention claire de l’époque car l’auteur voulait l’histoire allégorique, mais des détails pointent vers la dynastie Ming. Les adaptations cinématographiques situent en général l’action sous l’empereur Wanli.
Jin Yong combine les premiers caractères de ses 14 romans en un poème aide-mémoire :
chinois traditionnel: 飛雪連天射白鹿 笑書神俠倚碧鴛 chinois simplifié: 飞雪连天射白鹿 笑书神侠倚碧鸳
qui pourrait se traduire par : « La neige tombe sans cesse, un cerf blanc est tué, [quelqu'un], appuyé contre un canard de jade bleu, écrit en souriant les aventures des extraordinaires chevaliers ».

### Éditions et réception
Beaucoup d'œuvres de Jin Yong ont longtemps été censurées aussi bien en Chine populaire qu'à Taïwan, les autorités communiste et nationaliste pensant chacune y voir une critique à leur égard et un soutien de l'opposant ; les lecteurs n'avaient accès qu'à des éditions piratées et parfois retouchées. De 1970 à 1980, Jin Yong a revu tous ses romans et publié la première édition complète appelée depuis 'ancienne édition'. C’est vers la même époque, en 1979, que la collection complète et authentique de ses romans a été publiée à Taïwan par Yuenching Publishing House (遠景出版社). En Chine populaire, il fut publié officiellement à partir de 1980 par le magazine Wulin (武林) de Guangzhou. Deux éditions en caractères simplifiés furent publiées, l’une par Sanlian Shudian (三联书店), Pékin, en 1994, l’autre par Minheshe Singapore-Malaysia (明河社星马分公司) en 1995.
Jin Yong a procédé à une dernière révision entre 1999 et 2006, aboutissant à une 'nouvelle édition' dont la publication s’est achevée en 2006. Elle contient des annotations répondant aux critiques sur les libertés qu’il a prises avec l’histoire
Les fans de Jin Yong, dont beaucoup sont aussi des amateurs de kung fu, ont depuis longtemps constitué des groupes de discussion ou d’échanges, prolongés par des forums en ligne. Le premier Jinyongologiste fut Ni Kuang, auteur de science-fiction et ami. Deng Xiaoping a reconnu son intérêt pour ses romans.
En 2004, les Éditions éducatives populaires (人民教育出版社) de Chine populaire inclurent un extrait de Demi-dieux et semi-démons dans un manuel de lecture destiné au secondaire, malgré les objections de certains vis-à-vis de ce genre de littérature « irréaliste et violente ». Une initiative semblable fut prise à Singapour pour l’enseignement en chinois.
Parmi les personnalités qui ont apprécié ses ouvrages : Deng Xiaoping, Jack Ma, Xi Jinping.

### Thèmes
Le nationalisme tient une place centrale dans les romans de Jin Yong. L’action relate souvent la lutte contre des occupants Khitans, Jurchens-Mandchous ou Mongols. Néanmoins, Jin Yong n’est pas un adepte du chauvinisme Han et met en scène des personnages positifs issus des actuelles minorités ethniques de Chine, comme Genghis Khan et son fils représentés comme supérieurs aux Chinois corrompus de la dynastie Song dans La Légende du héros chasseur d’aigles. Les empereurs mandchous sont considérés comme des héros chinois à part entière, tel Kangxi dans Le Cerf et le tripode. Le héros de Demi-dieux et semi-démons est partagé entre ses deux origines khitan et han.
Les livres contiennent également de nombreuses références aux coutumes et pensées traditionnelles : médecine, acuponcture, wushu, musique, calligraphie, weiqi, thé, confucianisme, bouddhisme, taoïsme.

### Héros
Contrairement aux romans de kungfu habituels où les héros apparaissent d’emblée comme des maîtres accomplis, Jin Yong prend les siens encore adolescents et décrit en détail leur formation. Une autre particularité est l’importance accordée aux héroïnes. On trouve parmi les personnages principaux des figures historiques.
Les héros de Jinyong adhèrent aux idéaux confucéens de fidélité au souverain, de respect des relations familiales et de loyauté. Le concept traditionnel de face joue aussi un rôle important. Néanmoins, quelques entorses sont faites pour permettre des histoires d’amour que la morale confucéenne aurait réprouvées, comme celle entre Yang Guo et Xiaolongnü dans Le Retour du héros chasseur d’aigles. Le dernier roman, Le Cerf et le tripode, rompt avec l’ensemble par le choix d’un anti-héros né dans un bordel, avide, paresseux et dédaigneux des convenances.
Un groupe de personnages particulièrement connu du public est celui des cinq maîtres d’arts martiaux wujue (五絕), les 'Cinq excellences' de la série du Héros chasseur d’aigles. Liés chacun à un des cinq orients, ce sont tout d’abord l’"Hérétique de l’Est" Huang Yaoshi ("東邪" 黃藥師), le "Poison de l’Ouest" Ouyang Feng ("西毒" 歐陽鋒), l’"Empereur du Sud" Duan Zhixing ("南帝" 段智興), le "Mendiant du Nord" Hong Qigong ("北丐" 洪七公) et le Devin du Centre" Wang Chongyang ("中神通" 王重陽). Plus tard, les quatre derniers sont changés en "Folie de l’Ouest" Yang Guo ("西狂" 楊過), "Moine du Sud" Yideng ("南僧" 一燈), "Héros du Nord" Guo Jing ("北俠" 郭靖) et "Garnement du Centre" Zhou Botong ("中頑童" 周伯通).
Comme dans tous les romans d’arts martiaux, les combattants sont classés en écoles. Dans les œuvres de Jin Yong, Shaolin et Wudang occupent une place importante. D’autres sont en fait des groupes religieux comme le Culte de la lumière Mingjiao ou de son invention comme la Secte des mendiants (t: 丐幫 s: 丐帮).
Un personnage mystérieux, Dugu Qiu Bai (獨孤求敗), est mentionné dans Le Justicier et l'aigle mythique, Le Vagabond au sourire fier et Le Cerf et le tripode, mais n’apparait jamais.

## Éditions françaises
- Jiann-Yuh Wang (traduction), La Légende du héros chasseur d'aigles, tome 1, Librairie You-Feng (2004)  (ISBN 2842791010 et 978-2842791018)
- Jiann-Yuh Wang (traduction), La Légende du héros chasseur d'aigles, tome 2, Librairie You-Feng (2005)  (ISBN 284279222X et 978-2842792220)
- Xie Weidong & Nicole Tagnon (traduction), Le Justicier et l'Aigle mythique, tome 1, Librairie You-Feng (2013)   (ISBN 9782842795474)
- Xie Weidong & Nicole Tagnon (traduction), Le Justicier et l'Aigle mythique, tome 2, Librairie You-Feng (2013)  (ISBN 9782842795849)
- Xie Weidong & Nicole Tagnon (traduction), Le Justicier et l'Aigle mythique, tome 3, Librairie You-Feng (2014)  (ISBN 9782842795856)
- Xie Weidong & Nicole Tagnon (traduction), Le Justicier et l'Aigle mythique, tome 4, Librairie You-Feng (2014)  (ISBN 978-2842795863)
- Xie Weidong & Nicole Tagnon (traduction), Tian Long Ba Bu, Tome 1, Librairie You-Feng (2016)  (ISBN 9782842797034)
- Xie Weidong & Nicole Tagnon (traduction), Tian Long Ba Bu, Tome 2, Librairie You-Feng (2017)  (ISBN 9782842797041)
- Xie Weidong & Nicole Tagnon (traduction), Tian Long Ba Bu, Tome 3, Librairie You-Feng (2018)  (ISBN 9782842797058)
- Xie Weidong & Nicole Tagnon (traduction), Tian Long Ba Bu, Tome 4, Librairie You-Feng (2018)  (ISBN 9782842797065)
- Xie Weidong & Nicole Tagnon (traduction), Tian Long Ba Bu, Tome 5, Librairie You-Feng (2020)  (ISBN 978-2-84279-707-2)
- Philippe Denizet (traduction). La Ballade des Paladins, tomes 1 et 2, Librairie You-Feng (2017)  (ISBN 978-2-84-279764-5)

## Adaptations au cinéma
- 1971 : La Rage du tigre de Chang Cheh
- 1978 : Heaven Sword and Dragon Sabre de Chu Yuan
- 1978 : Heaven Sword and Dragon Sabre 2 de Chu Yuan
- 1980 : A Deadly Secret de Mou Tun-fei
- 1993 : Le Poison et l'Épée de Poon Man-kit (zh)
- 1994 : Les Cendres du temps de Wong Kar-wai
- 2023 : Sakra, la légende des demi-dieux de Donnie Yen